# 김경란의 러빙유
김경란의 러빙유는 KBS 2FM에서 2002년 10월 21일부터 2003년 5월 11일까지 방송했던 라디오 프로그램이다.
DJ는 김경란 아나운서이며, 방송시간은 매일 밤 12시부터 새벽 2시까지이다.